# Viltkruid
Viltkruid (Filago) is een geslacht uit de composietenfamilie (Asteraceae of Compositae).
Volgens de Flora of North America bestaat het geslacht uit 12 tot 23 soorten. Volgens de Flora of China bestaat het geslacht uit circa 46 soorten. The Plant List accepteert 45 soortnamen.
Het geslacht bestaat uit eenjarige, kruidachtige planten. De soorten komen van nature voor in Noord-Afrika, Zuidwest-Azië, op Atlantische eilanden en in Europa. Ze zijn verwilderd in Noord-Amerika en Australië.

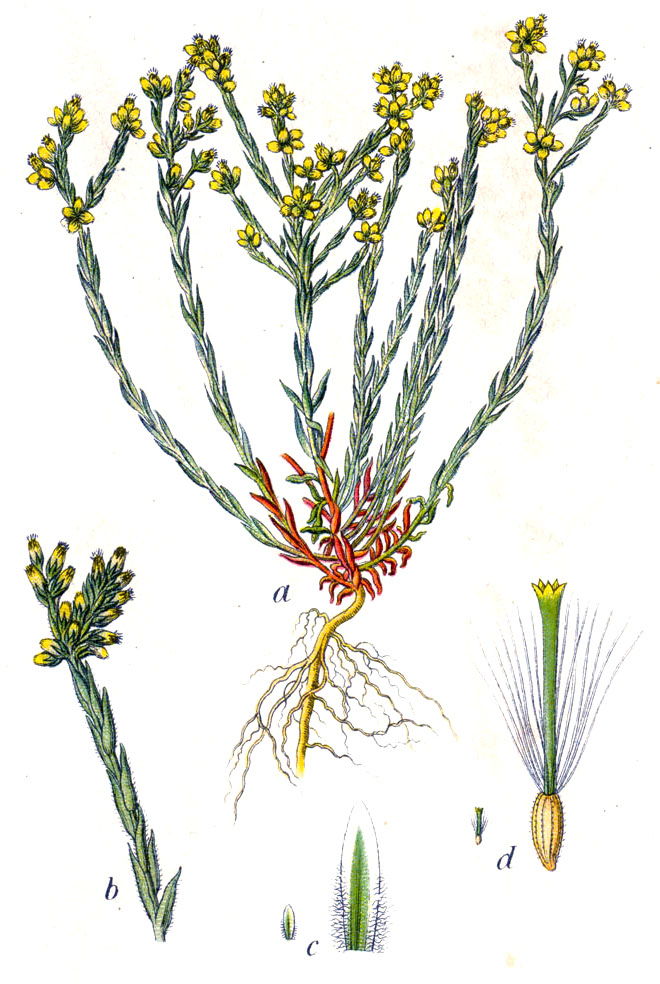
Dwergviltkruid (Filago minima)